# Conus donnae
Conus donnae é uma espécie de gastrópode do gênero Conus, pertencente à família Conidae.